# ریور کویین (کشتی بخار)
ریور کویین (به انگلیسی: River Queen) یک کشتی بود که طول آن ۱۸۱ فوت (۵۵ متر) بود. این کشتی در سال ۱۸۶۴ ساخته شد.